# Udo Kiessling
Udo Kiessling, född 21 maj 1955, är en tysk ishockeyspelare. Han var den första tyska spelaren i NHL och en av tysk ishockeys bästa försvarare genom tiderna. 
Kiessling föddes i DDR men familjen flydde till Västtyskland 1957. Hans far Gerhard Kiessling var förbundskapten (landslagstränare) för både DDR och Västtyskland. Kiessling började som 17-åring i SC Riessersee och ett år senare följde debuten i landslaget och han deltog i VM i ishockey 1973. Han spelade totalt 1020 matcher i den tyska högstaligan och gjorde 881 poäng. Han blev tysk mästare med Kölner EC (Kölner Haie) sex gånger (1977, 1979, 1984, 1986, 1987, 1988). Kiessling spelade 320 landskamper för Tyskland och är därmed Tysklands mesta landslagsspelare i ishockey genom tiderna, fram till 2003 hade han även världsrekordet. I landslaget kom den största framgången med OS-bronset i Innsbruck 1976 samt uttagningen i allstarlaget i VM 1987. Kiessling deltog i fem OS och Canada Cup 1984. Hans NHL-karriär inskränkte sig till en match för Minnesota North Stars 1981. Han lade av 1996 på grund av skador.